# Androniscus dentiger
Androniscus dentiger là một loài chân đều trong họ Trichoniscidae. Loài này được Verhoeff miêu tả khoa học năm 1908.

## Hình ảnh

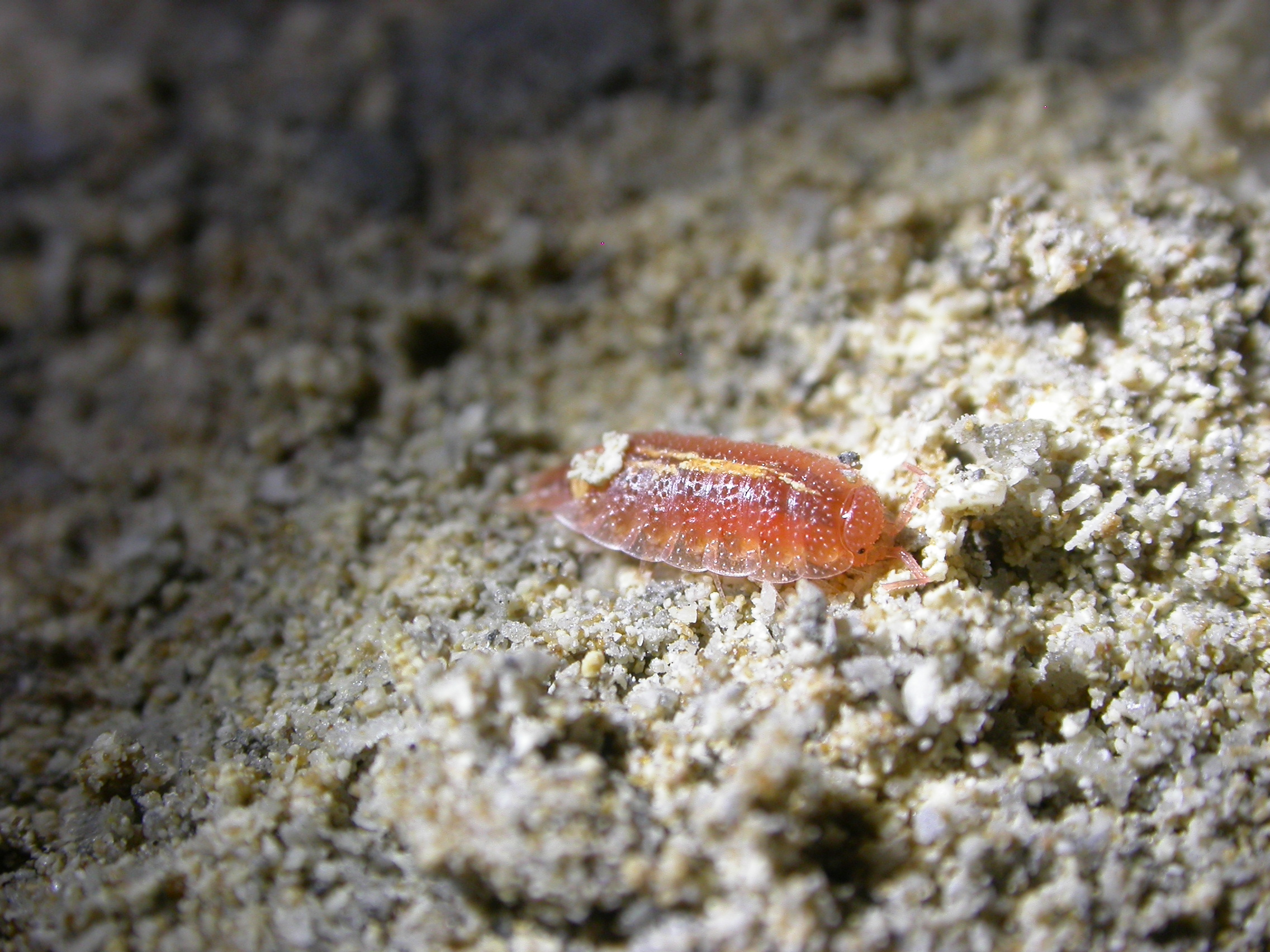